# Sikora meksykańska
Sikora meksykańska (Poecile sclateri) – gatunek małego ptaka z rodziny sikor (Paridae) występujący w Ameryce Północnej. Jest ptakiem osiadłym zamieszkującym wyżynne lasy i zarośla Meksyku i południowego krańca Stanów Zjednoczonych. Najczęściej jest spotykana na wysokich elewacjach w lasach iglastych albo sosnowo-dębowych, w srogie zimy migruje na niższe elewacje w poszukiwaniu pożywienia. Na ogół widziana w parach albo małych grupach, ale czasem, szczególnie zimą, wraz z innymi małymi ptakami tworzy duże stada.

## Systematyka
Tak jak inne gatunki sikor z rodzaju Poecile czasem jest umieszczana w ogólnym rodzaju Parus, ale wyniki szerokich badań morfologiczno-genetycznych wyraźnie pokazują, że razem z innymi spokrewnionymi gatunkami sikor z północnej półkuli sikora meksykańska tworzy osobny rodzaj Poecile.
Wyróżniono cztery podgatunki P. sclateri:
- P. sclateri eidos – zamieszkuje północny Meksyk, skrajnie południowo-wschodnią Arizonę i skrajnie południowo-zachodni Nowy Meksyk.
- P. sclateri garzai – zamieszkuje północno-wschodni Meksyk.
- P. sclateri sclateri – zamieszkuje centralny Meksyk.
- P. sclateri rayi – zamieszkuje południowy Meksyk.

## Morfologia
Wygląd zewnętrznyOgólnie sikora meksykańska podobna jest do sikory jasnoskrzydłej i sikory górskiej – czarna „czapeczka”; duże białe policzki; boki i podskrzydle jasnoszare; skrzydła i ogon ciemnoszare; krótki czarny dziób; jedynie duży czarny „śliniaczek” i jasny brzuch może pomóc w odróżnieniu tego gatunku. Samice są ubarwione tak samo jak samce. Ptak ten posiada specyficzny głos i śpiew, i dzięki temu jest najłatwiej go odróżnić od innych bardzo podobnych sikor.
RozmiaryDługość ciała 12,5 do 13,5 cm.
Masa ciałaOd 7,5 do 11 g.

## Pożywienie
Tak jak większość sikor z rodzaju Poecile owady i ich larwy wiosną, latem i jesienią; nasiona i owoce drzew i innych roślin przez cały rok. Prawdopodobnie robi zapasy żywności na zimę tak jak inne z rodzaju Poecile.

## Lęgi
GniazdoWydłubuje dziuple albo zajmuje opuszczone dziuple innych ptaków i naturalne wgłębienia w drzewach nawet do 18 metrów nad ziemią. Samica buduje gniazdo o fundamentach z mchu, trawy i kawałków kory, dodając miękką sierść na samą górę.
Jaja, wysiadywanie i pisklętaSamica składa od 5 do 8 (na ogół 6) owalnych brązowo kropionych białych jaj i wysiaduje je przez 11 do 14 dni. Przez następne 18 do 21 dni młode są karmione przez oboje rodziców, dopóki młode nie opuszczą gniazda.

## Status
W Czerwonej księdze gatunków zagrożonych IUCN sikora meksykańska klasyfikowana jest jako gatunek najmniejszej troski (LC, Least Concern). W 2019 roku organizacja Partners in Flight szacowała liczebność populacji na około 2 miliony dorosłych osobników, a trend liczebności populacji oceniała jako umiarkowanie spadkowy.